# 1964 VN1
1964 VN1 är en asteroid i huvudbältet som upptäcktes den 9 november 1964 av Purple Mountain-observatoriet i Nanjing, Kina.
Asteroiden har en diameter på ungefär 3 kilometer.